# Dahlonega
Dahlonega è una città nella contea di Lumpkin, in Georgia, negli Stati Uniti d'America, ed è il suo capoluogo di contea. Secondo il censimento del 2000 aveva una popolazione totale di 3.638 abitanti.
Dahlonega si trova a nord della Georgia 400, che collega Atlanta a molti ricchi sobborghi a nord.
Nel 1828 Dahlonega è stato il sito della prima corsa dell'oro negli Stati Uniti. Il "Dahlonega Gold Historic Site Museum" si trova nel centro della piazza del paese, che ha sede nel vecchio palazzo di giustizia della contea di Lumpkin costruito nel 1836. La storica Dahlonega Square è anche una popolare destinazione turistica, con negozi di souvenir, ristoranti, gallerie d'arte e atelier di artisti.
Corey Smith ha scritto una canzone per il comune di Dahlonega. È la prima traccia del suo secondo album In the Mood.

## La Zecca
La Zecca di Dahlonega, come quella fondata nel 1838 a Charlotte, Carolina del Nord, produsse solo monete d'oro, in tagli da 1, 2,50, 3,00 dollari (solo nel 1854) e 5,00 dollari. Questo fu fatto in considerazione di aspetti economici come il tempo e il rischio del trasporto d'oro alla zecca principale a Filadelfia, in Pennsylvania. La Zecca di Dahlonega era piccola, produsse solo una piccola frazione delle monete d'oro coniate annualmente negli Stati Uniti d'America.
Il governo decise di riaprire l'impianto dopo la guerra civile. Per allora, il governo statunitense aveva stabilito una zecca a San Francisco, in California, data la grande quantità d'oro scoperta in California dal 1840.
Le monete con segno del conio di Dahlonega (lettera D) sono apprezzate in numismatica (risultano meno comuni). L'edificio fu bruciato nel 1878.